# 商品市场 (芝加哥)
商品市场（Merchandise Mart，常被簡稱為）是美国芝加哥的一座商业建筑，位于该市的近北区。在1930年开业时，为世界最大建筑，建筑面积达4,000,000平方英尺（372,000平方） 。

## 歷史
商品市場大樓的基地原本是芝加哥和西北鐵路的舊客運總站——威爾斯街車站（Wells Street Station）所在的位置。在營運多年後，旅客的數量有所增加，該站的擴充能力不足使得鐵路公司於1911年在芝加哥河的西岸啟用了芝加哥和西北車站，威爾斯街車站隨即則停辦客運，改用作貨運專用車站。
十餘年後，芝加哥河南岸的Wacker Drive雙層道路於1926年正式啟用，雙層道路的週邊開始有了許多新的建設開發。Marshall Field & Co.決定在次年利用芝加哥河北岸的鐵路上方，利用鐵路的空權進行開發計劃。芝加哥此前並沒有空權開發的案例，Marshall Field公司當時的總裁身兼芝加哥規劃委員會（Plan Commission）的主席，利用職務之便遊說規劃委員會支持開發計畫。他表示如果能將鐵路場站隱藏在建築底下，芝加哥河邊的市容能大大的提升。
商品市場大樓最終耗資超過三千萬美元，在1930年完工及開幕，在五角大廈建成之前榮登世界上建築面積最大的建築物。開幕當時一樓和二樓設有餐廳和零售區，三至六樓為Marshall Field公司的辦公室，其於樓層主要提供給製造商進行批發展售。然而，由於開幕的期間時值經濟大蕭條，Marshall Field公司的批發部門持續虧損，接任總裁詹姆斯·麥肯錫縮減了大樓內大部份的批發業務。到1940年代，大樓內許多空間都租給聯邦政府機構辦公使用。
第二次世界大戰結束後，聯邦政府機構逐漸撤出，使得大樓的租金收入銳減。約瑟夫·P·甘迺迪後來以約1300萬元逢低收購大樓，收購的價格不到原本建設成本的一半。此後，隨著美國經濟復甦以及甘迺迪家族的經營，商品市場大樓再次吸引許多批發業者租用。大樓的租金為甘迺迪家族帶來可觀的收益，更是家族中重要的收入來源。到1955年，大樓一年的租金收入就超過約瑟夫·P·甘迺迪當初購買的成本。
1970年代，甘迺迪家族利用大樓西側街區的鐵路空權，建造以時裝產業為主的（現名為）。1988年，建築師赫爾穆特·賈恩為商品市場大樓和設計了一座封閉式人行陸橋，連接兩棟大樓的二樓，方便參訪者穿越。
商品市場於1980年代末委託拜爾·布萊德·貝勒建築事務所翻新底層公共區域，於1991年完工啟用。一樓和二樓的商場及餐廳區域被重新命名為。
甘迺迪家族利用家族信託基金持有大樓長達五十餘年。隨著家族成員越來越多，信託基金為每位家族成員帶來的收益逐漸變少。在1998年，甘迺迪家族決定出脫商品市場大樓的所有權，以6.25億美金將其出售給紐約的不動產信託基金。即使大樓的產權易主，甘迺迪家族的成員克里斯·甘迺迪仍繼續擔任商品市場資產公司（Merchandise Mart Properties）的總裁至2012年。